# Аншель Шорр
Аншель Шорр (їд. אַנשל שור; 25 жовтня 1871, Золочів — 31 травня 1942, Нью-Йорк), також знаний під англізованим іменем Альберт Шорр — американський драматург, лірик, театральний менеджер і композитор, діяч театру на їдиш початку XX століття. Працював з багатьма відомими діячами тієї доби, зокрема Джозефом Румшинським, Арнольдом Перлмуттером, Моллі Пікон, Якобом Адлером і Девідом Кесслером, і написав або став співавтором понад п'ятдесяти п'єс й оперет, які широко ставилися в Європі та Америці. Його пісні записували такі сучасні виконавці, як-от Пепі Літман, Песах Бурштейн, Мордехай Гершман і Саймон Паскал. Його дружина Дора Вайсман також була знаною акторкою театру на їдиш.

## Біографія

### Ранні роки
Народився в Золочеві, Галичина, Австро-Угорщина, 25 жовтня 1871 року. Його батько, Заллель Шорр, був послідовником хасидизму та меламедом, а його матір звали Рейчел Перлмуттер. Сім'я переїхала до Львова, коли Аншель було 6 років. Ніколи не здобував світську освіту, навчався в хедері та єшиві, хоча вивчив польську та німецьку мови в бейт-мідраші. Його першою роботою була торгівля шкірою в підлітковому віці, але 1887 року він вперше побачив виставу на їдиш, яка зачарувала його. Він вислизав і відвідував вистави на їдиш, коли мав навчатися в бейт-мідраші вечорі, і незабаром познайомився з більшістю акторів львівського театру «Гімпель».

### Театральна кар'єра
Шорр вперше зробив собі ім'я в театрі Гімпель, написавши слова до пісні в «Di lustike kavaliern» («Веселі кавалери»). Першою п'єсою його авторства, в якій він був й актором «Присяга червоному прапору».
1890 року до Львова приїхав Якоб Адлер і взяв із собою деяких акторів театру Гімпель до Америки, Шорр спочатку отримав роботу суфлера, а потім виконував ролі в театрі Гімпеля. Після цього гастролював з трупою Галичиною, Буковиною, Болгарією та Стамбулом.
Після повернення до Львова нетривалий час знову торгував шкірою і незабаром гастролював Галичиною та Румунією з іншою трупою, яка грала нову п'єсу про Альфреда Дрейфуса «Kapitan Dreyfus».
1900 року Шорр емігрував до США, відпливши з Гамбурга до Нью-Йорка в серпні. Він приїхав із трупою, яку запросили до Віндзорського театру на Мангеттені; він вирішив залишитися і став там асистентом режисера, почав писати тексти для оперет.
На початку 1900-х і 1910-х років він здобув більшу славу, оскільки писав не лише для Віндзорського, а й для театру Талія й інших. 1906 року Якоб Адлер дав Шорру акторську, авторську та режисерську роль у виставі «Malke Shvo» («Царица Савська»), що значно підняло його авторитет. У 1908—1909 роках він ненадовго керував Метрополітен-театром у Ньюарку, штат Нью-Джерсі, і був режисером Якоба Адлера в театрі Талія у 1910—1911 роках.

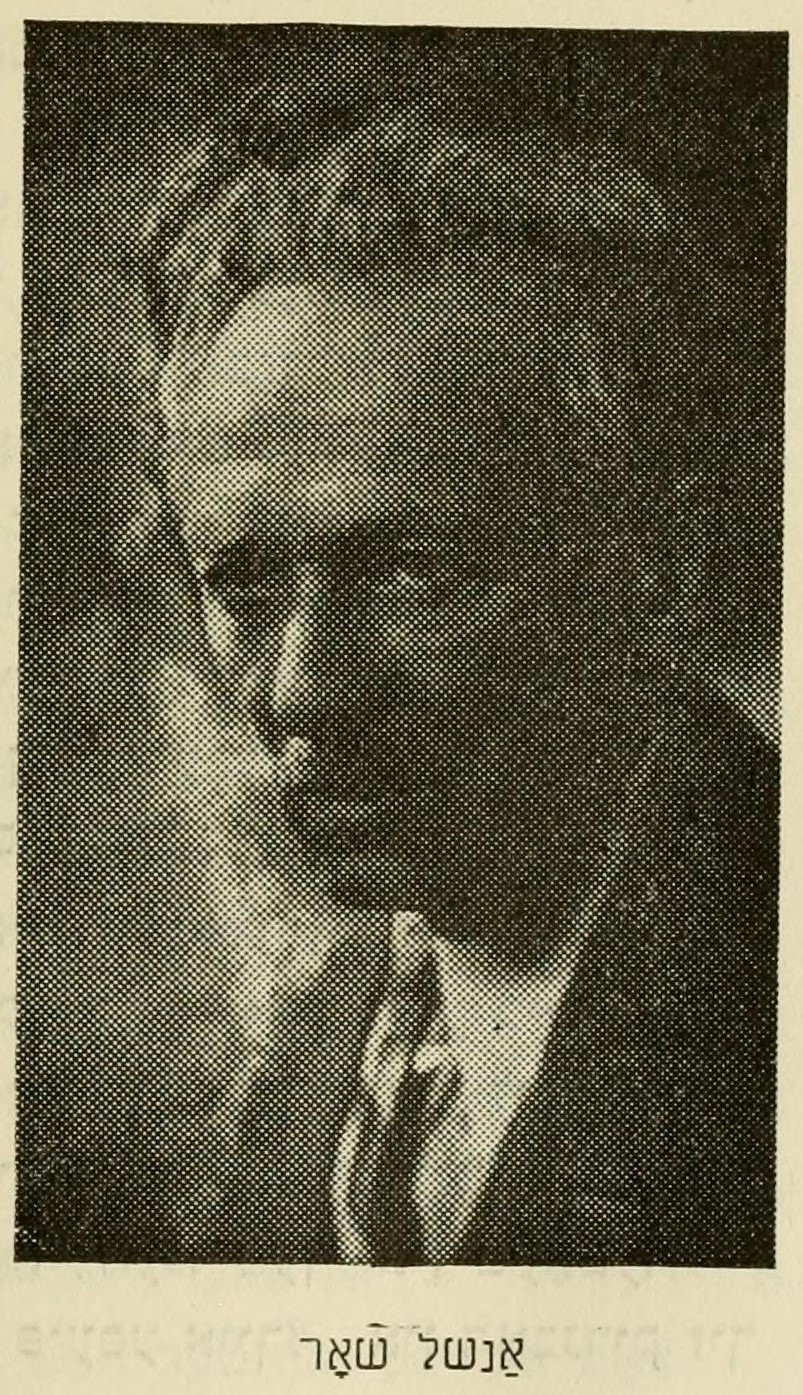
Аншель Шорр

Протягом цього періоду, окрім написання творів і постановки п'єс, він написав кілька успішних пісень з Джозефом Румшинським, зокрема «Mamenyu» (1911), пісню, адаптовану на згадку про пожежу на фабриці «Траянгл», і «Litvak un galitsiyaner», комедійний дует.
1912 року став менеджером свого власного щойно збудованого Театру комедії на Саффолк-стріт. Однак це тривало недовго, незабаром він переїхав до Філадельфії, де працював спочатку в театрі Колумбія, потім у театрі Франкліна, а потім в театрі Арч-стріт, де він був керуючим директором з 1912 до 1927 рік. 1913 року одну з його п'єс вперше поставили англійською мовою в перекладі Френсіс Коркоран. Він продовжував випускати власні п'єси в театрі на Арч-стріт, але коли успіх не відповідав його очікуванням, він почав активно співпрацювати та писати тексти разом з багатьма іншими письменниками. Однак, за словами його давнього співробітника Шолома Перлмуттера, після 1919 року Шорр втратив «запал» і, здавалося, був деморалізований щодо стану своєї кар'єри та театру на їдиш загалом
1921 року одружився з Дорою Вайсман, популярною акторкою на їдиш. У 1927—1928 роках орендував і керував власним театром Liberty у Брукліні, після закриття якого гастролював Європою у 1928—1930 роках. У 1931 році керував театром McKinley Square Theatre, а потім три роки гастролював Південною Америкою.
Помер на Манхеттені 31 травня 1942 року у 70 років. Його папери та документи Дори Вайсман зберігаються в YIVO в Нью-Йорку.

## Вибіркові роботи
- Di lustike kavaliern (Веселі кавалери) (прибл.1888, п'єса, лірик)[4]
- Kapitan Dreyfus (1894, п'єса)[4]
- Ben Hador (1900, оперета, лірик)
- Ben hamelekh (1904, опера) лірик, музика Арнольда Пермуттерата Германа Вогля[14]
- Der lodzhen president (1904, опера) лірик, музика Арнольда Пермуттерата Германа Вогля[14]
- A mentsh zol men zayn, oder Abraham Haskenazi (Будь чоловіком, або Авраам Гаскеназі) (1908, оперета) лібретист і лірик, музика Арнольда Пермуттерата Германа Вогля[4][15]
- Malke Shvo (Цариця Савська) (1907, опера) лірик, музика Йозеф Броді[16]
- Shir harishim (Пісня пісень) (1911, оперета) музика Йозеф Румшинський, у постановці Морріса Московича, кіноадаптація 1935 року[4]
- Dos zise meydl (Мила дівчинка) (1913, комедія) музика Йозеф Румшинський[4][17]
- Dos naye rusland (1917)[4]
- Kinder, kumt aheym (Діти, повертайтеся додому) (1919, оперета) автор текстів і музики Перец Сендлер[18]
- Di Amerikaneh rebetsin (1922, мюзикл) автор текстів і музики Шолом Секунда[19]
- Di kleyne rebbeleh (Маленький рабин) (1935, мюзикл) ліберетрист, слова Ісідора Ліліан і музика Філіп Ласковський[20]